# أختام عيد الفصح الخيرية في الولايات المتحدة
جمعية إيستر سيلز أو جمعية أختام عيد الفصح (المعروفة سابقًا باسم جمعية فقمات عيد الفصح وتأسست الجمعية عام 1919، باسم الجمعية الوطنية للأطفال المعوقين)، وهي منظمة أمريكية غير ربحية تقدم خدمات ذوي الإعاقة، مع مجالات دعم إضافية تخدم جنود المحاربين القدامى والعائلات العسكرية وكبار السن ومقدمي الرعاية.

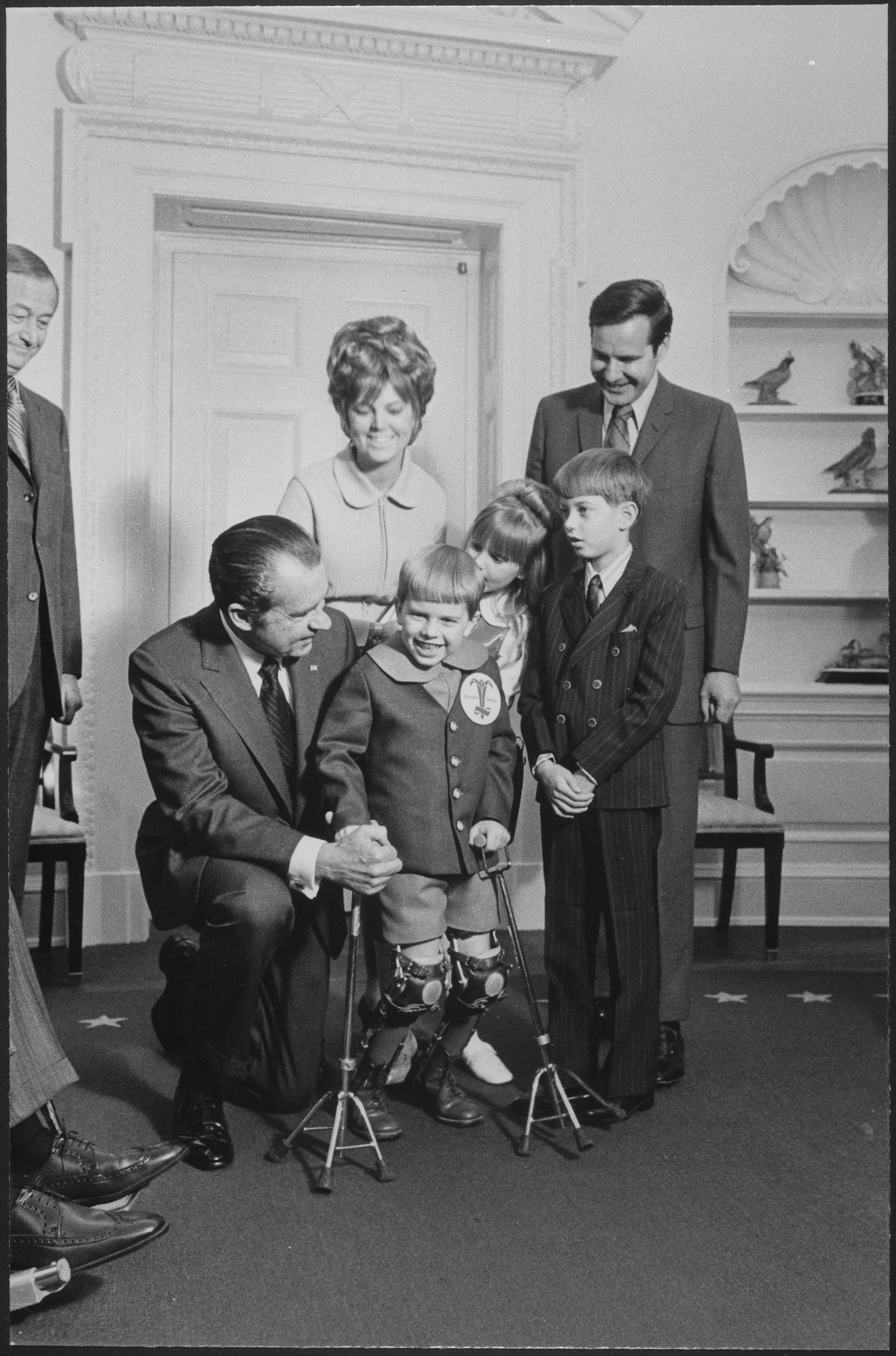
الرئيس نيكسون مع بيتر هيلتيمي، طفل ختم عيد الفصح في سنة 1971 وعائلته

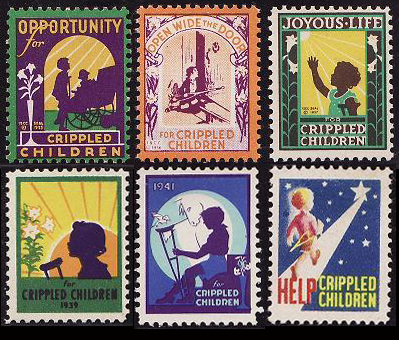
أختام عيد الفصح الأمريكية من عقد الثلاثينيات من القرن العشرين

لدى مؤسسة إيستر سيلز شبكة من المواقع في جميع أنحاء الولايات المتحدة. تساعد الخدمات الأشخاص ذوي الإعاقات الجسدية والعقلية وذوي الاحتياجات الخاصة. ويمكن للوالدين العثور على الدعم للطفل الذي تم تشخيصهُ بالعوق عند الولادة، وهناك خدمات للأشخاص الذين يعانون من إعاقة بسبب المرض أو الإصابة أو الشيخوخة.
تُصنف عروض مؤسسة إيستر سيلز (جمعية أختام عيد الفصح) إلى مجالات دعم الحالات التالية:
- تعزيز الصحة - مساعدة الأفراد والعائلات على العيش وتحقيق أهداف الحياة من خلال خدمات مساعدة ذوي التوحد وخدمات إعادة التأهيل ودعم الصحة النفسية والإسكان.
- إثراء التعليم - مساعدة الأطفال والبالغين على اكتساب المهارات اللازمة لعيش حياة مُرضية من خلال تزويدهم بالتقنية العلمية المساعدة ورعاية الأطفال وخدمات التدخل المبكر.
- توسيع نطاق التوظيف - مساعدة الأشخاص ذوي الإعاقة والعمال الأكبر سناً والمحاربين القدامى على الاستعداد للعمل والتوظيف في مهن مناسبة.
- الارتقاء بالمجتمع - توفير أنشطة ممتعة للكبار والصغار لبناء المجتمع والاستمتاع بالحياة وتجديد النشاط من خلال برامج رحلات التخييم والترفيه المنوعة.

## جمع التبرعات
تذهب 90% من الأموال التي تجمع إلى خدمات جمعية أختام عيد الفصح لذوي الاحتياجات الخاصة في جميع أنحاء البلاد. تشمل مصادر تمويل جمعية أختام عيد الفصح المنح الحكومية وبرامج الوكالات والتبرعات ومبادرات الرسوم مقابل الخدمة. تساعد التبرعات المنظمة على تقديم عروض بأسعار معقولة للعملاء مع الحفاظ على تكاليف البرنامج. تخدم جمعية أختام عيد الفصح حوالي 1.3 مليون فرد سنويًا.
وقد اشتُق اسم "أختام عيد الفصح" من برنامج سابق لجمع التبرعات: ابتداءً من عام 1934، كانت الأختام اللاصقة الملونة، بحجم طوابع البريد، تُباع في عيد الفصح؛ حيث كان المشترون يلصقونها على ظهر المظاريف المرسلة بالبريد، إذ كان التقليد الشائع هو إرسال بطاقات البريد إلى الأصدقاء والعائلة في موسمي عيد الميلاد وعيد الفصح. وبسبب نجاح البرنامج، غيرت المنظمة اسمها من "الجمعية الوطنية للأطفال المعوقين" إلى "أختام عيد الفصح." ومنذ ذلك الحين غيرت اسمها إلى "أختام عيد الفصح.
في عام 2003، بدأت مؤسسة أختام عيد الفصح فعاليات "امش معي" في جميع أنحاء البلاد. وقد حضر آلاف الأشخاص هذه الفعاليات على مر السنين، مما جمع ملايين الدولارات لخدمات ذوي الإعاقة.
في عام 2010، وسّعت مؤسسة أختام عيد الفصح برنامج "الختم" من خلال تقديم "بطانية ختم عيد الفصح". حيث يجري اختيار الصورة الموجودة على البطانية من خلال تصويت على موقع في الإنترنت للحصول على "الختم العام". يقدم الفنانون صور الزنابق لتظهر على البطانية.

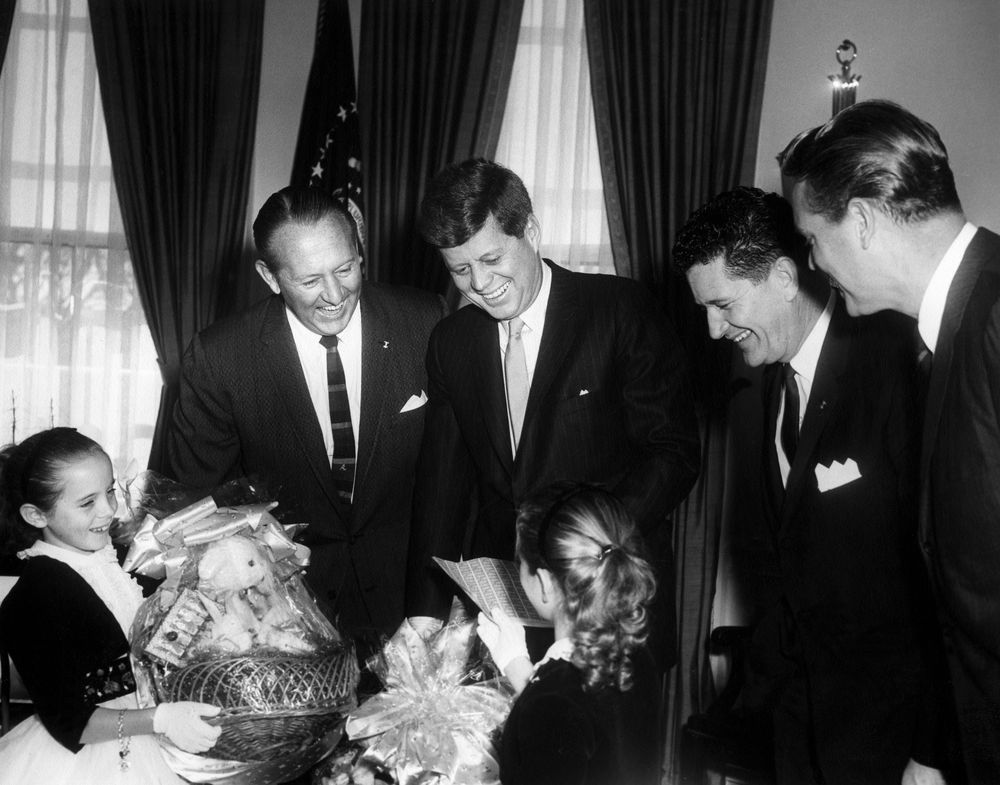
الرئيس جون كينيدي يلتقي بممثلي جمعية أختام عيد الفصح

## الإجراءات التشريعية
منذ عشرينيات القرن العشرين، عملت مؤسسة أختام عيد الفصح مع المسؤولين الفيدراليين ومسؤولي الولايات والمسؤولين المحليين لتعزيز التشريعات الخاصة بالأشخاص ذوي الإعاقة وخدمات ذوي الإعاقة. ويشمل ذلك قانون الأمريكيين ذوي الإعاقة (ADA). يضمن قانون ADA، الذي صدر في عام 1990، الحقوق المدنية للأشخاص ذوي الإعاقة ويحظر التمييز.
كما أنشأت جمعية أختام عيد الفصح حملة خدمة عامة تسلط الضوء على قضايا إمكانية الوصول والتوظيف التي سيتناولها تنفيذ قانون ADA.
واليوم، تواصل جمعية أختام عيد الفصح الدفاع عن السياسات القائمة التي تدعم الأشخاص ذوي الإعاقة.

## الهيكل

### المقر الرئيسي
يقدم المكتب الوطني لجمعية أختام عيد الفصح الواقع في مبنى مجلس شيكاغو للتجارة في شيكاغو، المساعدة للعديد من الشركات التابعة من خلال التدريب على الإدارة، وتنفيذ أفضل الممارسات، والخدمات الاستشارية، وجمع التبرعات، والتسويق، والدعوة، والعلاقات المؤسسية.

### الشركات التابعة والمواقع الخدمية
على الصعيد الوطني، تقدم مواقع جمعية أختام عيد الفصح خدمات للأشخاص ذوي الإعاقة وذوي الاحتياجات الخاصة في مجتمعاتهم المحلية. يعمل كل موقع بشكل مستقل كمؤسسة خاصة بهِ تحت اسم منظمة أمريكية غير ربحية تحت اسم جمعية أختام عيد الفصح.

### مجلس الإدارة ومجلس المندوبين
يدير جمعية أختام عيد الفصح مجلس إدارة وطني يتألف من متطوعين يرشح معظمهم من قبل إحدى الشركات التابعة للمنظمة في جميع أنحاء البلاد. تُجرى انتخابات مجلس الإدارة، الذي يتألف من 15 إلى 19 عضوًا، سنويًا من قبل هيئة تطوعية أخرى أكبر، وهي مجلس المندوبين الوطني لأعضاء مجلس إدارة جمعية أختام عيد الفصح. يُنتخب أعضاء مجلس الإدارة لمدة ثلاث سنوات، وتكون الفترات متداخلة لتحقيق القوة والاستمرارية في المجلس.
يتألف مجلس المندوبين الوطني من أعضاء متطوعين معتمدين من قبل فروعهم لتمثيلهم كمندوبين في المؤتمر السنوي للمنظمة، وبالتالي ضمان تمثيل واسع النطاق للفروع التابعة لأعضاء جمعية أختام عيد الفصح على الصعيد الوطني. وبالإضافة إلى الدورات التدريبية والتحفيزية العديدة التي تُقدم لأعضاء مجلس إدارة الجمعية والمندوبين والموظفين المنتسبين طوال فترة انعقاد المؤتمر، يُعقد الاجتماع السنوي لمجلس المندوبين عندما ينتخب المجلس أعضاء جدد للمجلس الوطني ويتناول أي اقتراحات أخرى تُعرض عليه.
في مارس 2020، أعلنت جمعية أختام عيد الفصح عن إضافة جلين هندرسون، رائد الأعمال والمتحدث التحفيزي، وباري سيمون، الرئيس والمدير التنفيذي للجمعية، أوف أوك هيل (CT)، إلى مجلس إدارتها الوطني.

## روابط خارجية
- منظمة غير ربحية تأسست في عام 1931، وتنشر فهارس لأختام جمع التبرعات في جميع أنحاء العالم بما في ذلك أختام عيد الفصح وملصق عيد الميلاد؛ بالإضافة إلى مجلة فصلية بعنوان أخبار الأختام.
- نشاط الجمعية